# Parlamentswahl in Finnland 1917
- SDP: 92
- Sonst.: 5
- RKP: 21
- NSP: 24
- ML: 26
- SP: 32

Die Parlamentswahl in Finnland 1917 (finnisch Eduskuntavaalit 1917; schwedisch Riksdagsvalet 1917) fand am 1. und 2. Oktober 1917 statt. Es war die Wahl zum 8. finnischen Parlament.
Der russische Regierungschef Alexander Kerenski hatte zuvor die Auflösung des finnischen Parlaments veranlasst um Neuwahlen durchzuführen. Es waren die letzten Parlamentswahlen unter russischer Herrschaft. Gewählt wurden 200 Abgeordnete.

## Teilnehmende Parteien
Es traten 7 verschiedene Parteien zur Wahl an:
| Partei | Partei | Ausrichtung                   | Spitzenkandidat |
| ------ | --- | ----------------------------- | --------------- |
|        | Sozialdemokratische Partei Finnlands Suomen Sosialidemokraattinen Puolue (SDP) Finlands Socialdemokratiska Parti | sozialdemokratisch            | Kullervo Manner |
|        | Finnische Partei Suomalainen Puolue (SP) Finska partiet                                                          | konservativ-fennoman          |                 |
|        | Jungfinnische Partei Nuorsuomalainen Puolue (NSP) Ungfinska partiet                                              | national-liberal              |                 |
|        | Schwedische Volkspartei Ruotsalainen Kansanpuolue (RKP) Svenska Folkpartiet (SFP)                                | liberal                       | Eric von Rettig |
|        | Landbund Maalaisliitto (ML) Agrarförbundet                                                                       | agrarisch                     | Santeri Alkio   |
|        | Christlicher Arbeiterbund Finnlands Suomen Kristillisen Työväen Liitto (KTL) Finlands kristliga arbetarförbund   | christlich-sozialdemokratisch |                 |
|        | Volkspartei Kansanpuolue                                                                                         | agrarisch                     |                 |

## Wahlergebnis
Die Wahlbeteiligung lag bei 69,2 Prozent und damit 13,7 Prozentpunkte über der Wahlbeteiligung bei der letzten Parlamentswahl 1916.
Die Sozialdemokraten konnten ihre absolute Stimmenanzahl wie 1916 stark ausbauen, aufgrund der deutlich höheren Wahlbeteiligung sank jedoch der relative Stimmenanteil um 2,5 Prozentpunkte, womit die Sozialdemokraten ihre alleinige Mehrheit im finnischen Parlament verloren. Die Finnische Partei, die Jungfinnische Partei und die das erste und letzte Mal bei Parlamentswahlen teilnehmende Volkspartei stellten in allen Wahlkreisen außer in Lappland ein Wahlbündnis.
Großer Gewinner der Wahl war der Landbund, der sieben Sitze dazugewann und erstmals stärker als die Schwedische Volkspartei wurde. Der Christliche Arbeiterbund verlor seinen einzigen Sitz.
| Partei            | Partei                                     | Stimmen   | Stimmen | Stimmen | Sitze  | Sitze |
| Partei            | Partei                                     | Anzahl    | %       | +/−     | Anzahl | +/−   |
| ----------------- | ------------------------------------------ | --------- | ------- | ------- | ------ | ----- |
|                   | Sozialdemokratische Partei Finnlands (SDP) | 444.670   | 44,79   | −2,50   | 92     | −11   |
|                   | Finnische Partei (SP)                      | 299.516   | 30,17   | —       | 32     | −1    |
|                   | Jungfinnische Partei (NSP)                 | 299.516   | 30,17   | —       | 24     | +1    |
|                   | Volkspartei                                | 299.516   | 30,17   | —       | 5      | +5    |
|                   | Landbund (ML)                              | 122.900   | 12,38   | +3,38   | 26     | +7    |
|                   | Schwedische Volkspartei (RKP)              | 108 190   | 10,90   | −0,86   | 21     | —     |
|                   | Christlicher Arbeiterbund Finnlands (KTL)  | 15.489    | 1,56    | −0,28   | —      | −1    |
|                   | Sonstige                                   | 1.997     | 0,20    | +0,09   | —      | —     |
| Gesamt            | Gesamt                                     | 992.762   | 100,00  |         | 200    |       |
| Gültige Stimmen   | Gültige Stimmen                            | 992.762   | 99,51   |         |        |       |
| Ungültige Stimmen | Ungültige Stimmen                          | 4.903     | 0,49    |         |        |       |
| Wahlbeteiligung   | Wahlbeteiligung                            | 997.665   | 69,23   |         |        |       |
| Wahlberechtigte   | Wahlberechtigte                            | 1.441.075 | 100,00  |         |        |       |
| Quelle:           |                                            |           |         |         |        |       |

## Nach der Wahl
Pehr Evind Svinhufvud von der Jungfinnischen Partei wurde erster Ministerpräsident des unabhängigen Finnland. Er leitete eine Mitte-rechts-Koalition aus Jungfinnischer Partei, Schwedischer Volkspartei, Finnischer Partei und Landbund. Die Sozialdemokraten erklärten die Neuwahl für nicht legitim, boykottierten das Parlament allerdings nicht. Am 4. Dezember 1917 schlug die Regierung Svinhufvud dem Parlament die Unabhängigkeit vor. Der Vorschlag wurde am 6. Dezember vom Landtag angenommen. Die bolschewistische Regierung in Russland bestätigte schließlich die Unabhängigkeit. Nach dem Svinhufvud im Mai 1918 unter dem Hintergrund des finnischen Bürgerkrieges, der im Januar ausgebrochen war, von den konservativen, sogenannten „weißen“ Kräften, zum Staatschef gewählt wurde, wurde Juho Kusti Paasikivi sein Nachfolger als Ministerpräsident. Nach einem halben Jahr löste Lauri Ingman mit einer Koalition aus Sammlungspartei, Schwedischer Volkspartei und Fortschrittspartei die Regierung Paasikivi ab. Zu diesem Zeitpunkt reichten deren 77 Sitze im Parlament für die Mehrheit aus, da nach dem finnischen Bürgerkrieg die Sozialdemokraten dem Parlament fernblieben.
- 1.) Kabinett Svinhufvud I – Pehr Evind Svinhufvud (NSP) – Regierung: NSP, RKP, SP, ML (27. November 1917 bis 27. Mai 1918)

- 2.) Kabinett Paasikivi I – Juho Kusti Paasikivi (SP) – Regierung: NSP, RKP, SP, ML (27. Mai 1918 bis 27. November 1918)

- 3.) Kabinett Ingman I – Lauri Ingman (Kok) – Regierung: Kok, RKP, Ed (27. November 1918 bis 17. April 1919)